# Фталевая кислота
Фта́левая кислота́ (ортофта́левая кислота́, химическая формула — С8H6O4 или C6H4(COOH)2) — cлабая химическая органическая кислота, относящаяся к классу дикарбоновых кислот ароматического ряда.
При стандартных условиях, фталевая кислота — это простейшая двухосновная ароматическая карбоновая кислота, представляющая собой бесцветные моноклинные кристаллы, почти не имеющие запаха. Токсична.
Соли и эфиры фталевой кислоты называются фтала́тами.

## История
Фталевая кислота впервые была получена французским химиком Огюстом Лораном в 1836 году, который окисляя тетрахлорид нафталина, получил ортофталевую кислоту. Полагая, что полученное им вещество является производным нафталина, он назвал его «нафталиновой кислотой». Швейцарский химик Жан Шарль Галиссар де Мариньяк определил формулу полученного вещества и указал на эту ошибку, и Лоран дал ему современное название.

## Физические свойства
Является изомером терефталевой и изофталевой кислот.
Фталевая кислота существует в виде бесцветных моноклинных кристаллов с т. пл. 211 °C. Её растворимость составляет 18,5 % в метаноле (19 °C), 11,0 % в этаноле (19 °C), 0,68 % в диэтиловом эфире (15 °C), 12,0 % в уксусной кислоте (100 °C), 0,24 % в четырёххлористом углероде (28 °C), 0,45 % в бензоле (28 °C), 2,89 % в ацетоне (28 °C). При повышении температуры её растворимость в воде увеличивается: 0,7 % при 25 °C, 1,47 % при 45 °C, 8,33 % при 85 °C, 19,0 % при 100 °C.

## Химические свойства
При нагревании фталевая кислота выделяет воду и превращается во фталевый ангидрид. Также она образует ангидрид при действии водоотнимающих реагентов. Под действием хлорида фосфора(V) она превращается в соответствующий фталоилхлорид.
Фталевая кислота вступает в реакции электрофильного замещения: в нейтральной водной среде она хлорируется с образованием 4-хлорпроизводного, а затем — 4,5-дихлорпроизводного. В кислой среде хлорируются все четыре незамещённых положения ароматического цикла. Нитрование фталевой кислоты приводит к 3- и 4-нитропроизводным.
Фталевая кислота декарбоксилируется в присутствии катализаторов при 200 °C до бензойной кислоты, а при 350 °C в присутствии оксида кадмия CdO — до бензола. Как и другие карбоновые кислоты, фталевая кислота образует соли и сложные эфиры по одной или двум карбоксильным группам, называемые фталатами.

## Получение
Фталевая кислота не является промышленно значимым продуктом. Она образуется как побочный продукт при получении фталевого ангидрида. Однако фталевую кислоту можно получить в лаборатории путем окисления 1,2-диметилбензола подкисленным раствором перманганата калия.
В лабораторных условиях фталевую кислоту очищают кристаллизацией из воды.

## Безопасность
Фталевая кислота — токсичное вещество. В соответствии с ГОСТ 12.1.007.76 фталевая кислота является токсичным высокоопасным веществом по степени воздействия на организм — 2-го класса опасности.
В больших количествах вещество раздражает слизистые оболочки глаз и кожи, вызывает общетоксическое действие.
Рекомендуемая ПДК в воздухе рабочей зоны для фталевой кислоты составляет — 0,5 мг/м3; ЛД50 для крыс — около 136 мг/кг.
Как и многие другие производные бензола, фталевая кислота может быть токсична по отношению к донным микроорганизмам.

## Основные сферы применения
Ортофталевая кислота и ряд её производных (динонилфталат диметилфталат, диизооктилфталат, фталевый ангидрид, дипентилфталат, диэтилфталат), используются в основном в производстве лекарственных средств, красителей и пластификаторов для мягкого поливинилхлорида.
Многие фталаты взрыво- и пожароопасны, характеризуются низкой степенью  фитотоксичности.

## Биологические свойства

### Фталаты
Фталаты, имитирующие структуру эстрогена, могут вызывать нарушения в эндокринной системе. Исследования, проводившиеся на животных и людях, доказывают, что фталаты способны ослаблять действие тестостерона — основного мужского гормона позвоночных и человека, стимулирующего функцию мужских половых органов и развитие вторичных половых признаков.